# Oncideres travassosi
Oncideres travassosi är en skalbaggsart som beskrevs av Lúcia Maria de Campos Fragoso 1970. Oncideres travassosi ingår i släktet Oncideres och familjen långhorningar. Inga underarter finns listade i Catalogue of Life.